# Aristarj Belopolski

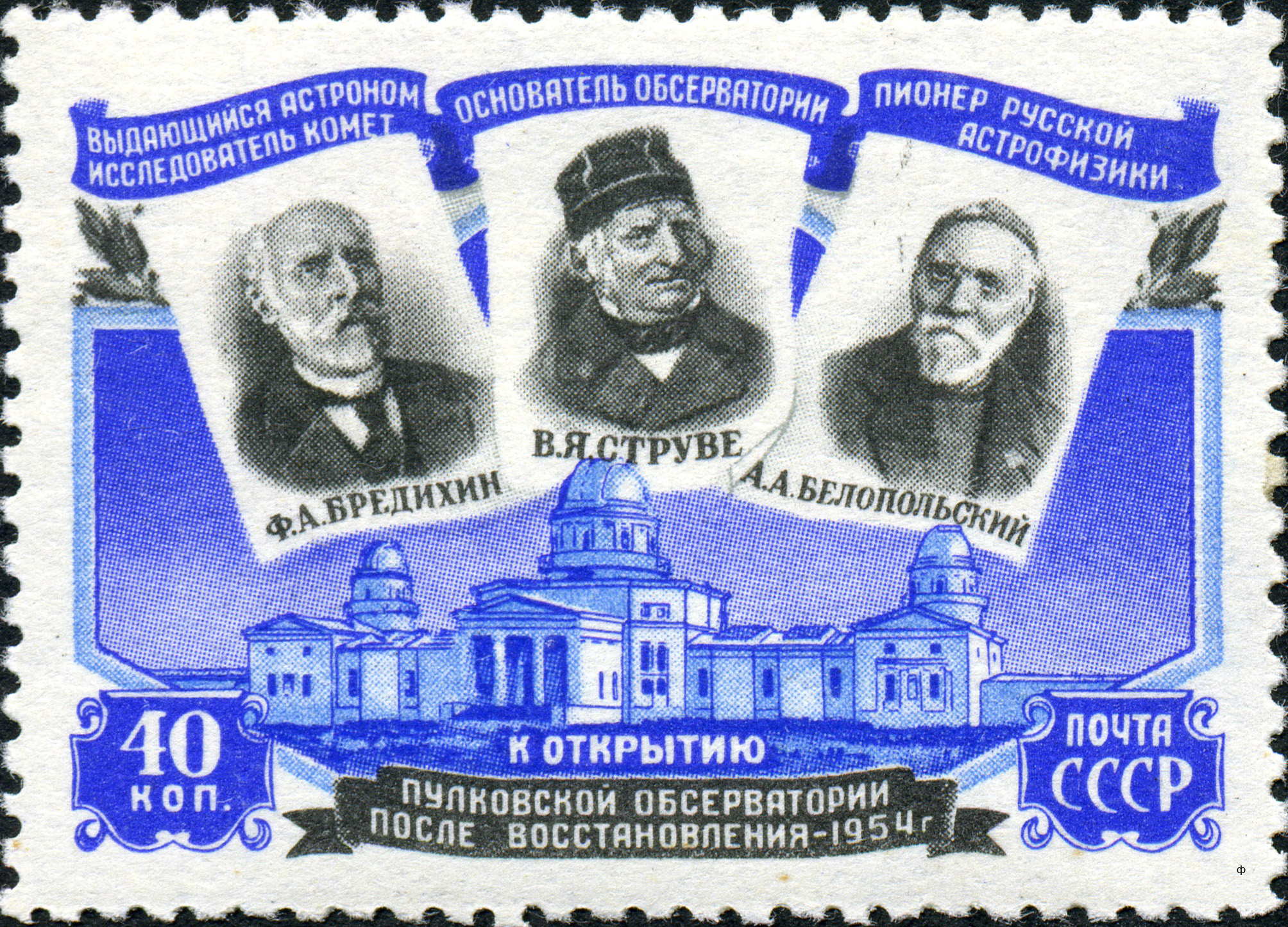
Sello de la URSS de 1954, con F. Bredijin, F. Struve y Belopolski

Aristarj Apolónovich Belopolski (en ruso: Аристарх Аполлонович Белопольский, también citado como A. A. Belopol'skiy; 1 de juliojul./ 13 de julio de 1854greg., Moscú; 16 de mayo de 1934, Púlkovo, Óblast de Leningrado) fue un astrónomo ruso que desarrolló la última parte de su trabajo en la época soviética. Además de identificar numerosas estrellas binarias, descubrió la rotación diferencial de las franjas de Júpiter y la naturaleza fragmentaria de los anillos de Saturno. 

## Semblanza
Belopolski nació en Moscú, aunque los antepasados de su padre procedían de la ciudad serbia de Belo Polje.
Belopolski se graduó en la Universidad de Moscú en 1876, y en 1878, empezó a trabajar como ayudante de Fiódor Bredijin en el Observatorio de Moscú. En 1888, se unió al personal del Observatorio de Pulkovo.
Trabajó en espectroscopía y descubrió numerosas estrellas binarias (entre otras conclusiones, demostró que Castor B es una estrella binaria con un periodo de 2,92 días).
Belopolski es conocido por sus instrumentos de precisión. En 1900 construyó un dispositivo para medir el efecto Doppler en los espectros lumínicos estelares. Inició el uso del desplazamiento Doppler para medir los índices de rotación de objetos distantes. Fue el primero en descubrir que el ecuador de Júpiter rota más rápidamente que las latitudes más altas, y que los anillos de Saturno no rotan como una masa sólida, probando que estaban compuestos de pequeños cuerpos individuales.
Intentó en dos ocasiones medir el período de rotación de Venus, sugiriendo 24 horas en 1900 y 35 horas en 1911, partícipe de los numerosos intentos fallidos de los astrónomos de aquella época para medir la duración del día Venusiano.
Fue amigo de Oskar Backlund, al que sucedió tras su muerte en 1916 como director del Observatorio de Pulkovo, dimitiendo en 1918 disconforme con las tareas administrativas del cargo.

## Reconocimientos
- El cráter Belopol'skiy en la Luna, el asteroide 1004 Belopolskya y un premio de la Academia de Ciencias de Rusia llevan este nombre en su honor.

### Necrologías
- ApJ 80 (1934) 81
- MNRAS 95 (1935) 338
- Obs 57 (1934) 204